# Satomi Akesaka
Satomi Akesaka (明坂 聡美 Akesaka Satomi; * 2. Januar 1988 in der Präfektur Saitama) ist eine japanische Seiyū, Schauspielerin und ehemalige Musikerin. Sie steht bei der Talentagentur Amuleto unter Vertrag.

## Karriere
Akesaka hatte ihre erste Sprechrolle im Jahr 2004 für den Anime Koi Kaze, in der sie Futaba Anzai sprach. Ein Jahr darauf hatte sie eine Synchronisationsrolle in der Animeserie Mushishi, wo sie Nami ihre Stimme gab. Auch hatte sie Rollen in den Jahren 2007 und 2008 gezeigten Serien Lucky Star und Sekirei. Eine Nebenrolle hatte Akasaka jeweils in der Horror-Anime-Reihe Another und Date A Live. Im Jahr 2014 sprach sie die Antagonistin Esdeath in Akame ga Kill!. In den Jahren 2017 und 2018 sprach sie die Rolle der Rinko Shirogane in der Animeserie BanG Dream! und dessen Ableger BanG Dream! Girls Band Party! ☆ PICO. Sie wurde Mitglied der Rockband Roselia, die ebenfalls zum Franchise gehört.
Der Band gehöre sie ein Jahr lang an, ehe sie aufgrund eines Gehörverlustes ihre musikalische Karriere beenden musste. Sie hat für mehrere Animeserien Lieder interpretiert, die es teilweise in die japanischen Singlecharts, ermittelt von Oricon, schaffen konnten.
Sie arbeitet nach wie vor als Seiyū und hatte eine Rolle in der Animeserie Gakuen Babysitters.
In dem Jahr 2005 war Akesaka als Schauspielerin auf der Bühne zu sehen. Sie hatte in der Theater-Umsetzung der Serien School Rumble und Galaxy Angel. In den Videospielen Fate/Grand Order, League of Legends und Granblue Fantasy ist sie ebenfalls zu hören.

## Rollen (Auswahl)
- 2004: Koi Kaze als Futaba Anzai
- 2005: Mushishi als Nami
- 2007: Lucky Star als Matsuri Hiiragi
- 2008: Sekirei als Kuno
- 2012: Another als Samu Watanabe
- 2012: Sword Art Online als Moderatorin
- 2013: Date A Live als Shiizaki
- 2014: Akame ga Kill! als Esdeath
- 2014: Yu-Gi-Oh! Arc-V als Ayu Ayukawa
- 2015: Gate als Mari Kurokawa
- 2017: BanG Dream! als Rinko Shirogane
- 2018: Gakuen Babysitters als Maria Inomata

## Diskografie

### Mit Roselia
- 2017: Black Shout (Single, Bushiroad Music)
- 2017: Re:birth Day (Single, Bushiroad Music)
- 2017: Passionate Starmine (Single, Bushiroad Music)
- 2017: Oneness (Single, Bushiroad Music)
- 2018: Opera of the Wasteland (Single, Bushiroad Music)
- 2018: Anfang (Album, Bushiroad Music)
- 2018: R (Single, Bushiroad Music)